# Eien no hito
Eien no hito (永遠の人) é um filme de drama japonês de 1961 dirigido e escrito por Keisuke Kinoshita. Foi indicado ao Oscar de melhor filme estrangeiro na edição de 1962, representando o Japão.

## Elenco
- Hideko Takamine - Sadako
- Keiji Sada - Takashi
- Tatsuya Nakadai - Heibei
- Nobuko Otowa - Tomoko
- Akira Ishihama - Yutaka
- Yukiko Fuji - Naoko
- Kiyoshi Nonomura - Rikizo
- Yoshi Kato - Sojiro
- Yasushi Nagata - Heizaemon
- Torahiko Hamada - Mr. Koshinuma
- Masakazu Tamura - Eiichi
- Masaya Totsuka - Morito
- Eijirō Tōno